# アンドリューズ郡 (テキサス州)
アンドリューズ郡（アンドリューズぐん、英: Andrews County）は、アメリカ合衆国テキサス州の西部に位置する郡である。2010年国勢調査での人口は14,786人であり、2000年の13,004人から13.7%増加した。郡庁所在地はアンドリューズ市（人口11,088人）であり、同郡で人口最大の都市でもある。郡名はテキサス革命時の軍人だったリチャード・アンドリューズに因んで名付けられた。郡は州内に30ある禁酒郡（ドライ）の1つである。アンドリューズ郡は1876年8月21日にベア郡から分離して創設され、1910年5月11日に組織化された。
アンドリューズ郡はその全体でアンドリューズ小都市圏を構成している。

## 地理
アメリカ合衆国国勢調査局に拠れば、郡域全面積は1,501平方マイル (3,887.6 km2)であり、このうち陸地1,501平方マイル (3,887.6 km2)、水域は0平方マイル (0.0 km2)で水域率は0.02%である。郡内には多くの乾燥湖があり、その中でも大きなものはベアード湖とシャフター湖である。

### 主要高規格道路
- アメリカ国道385号線
- テキサス州道115号線
- テキサス州道176号線

### 隣接する郡
- ゲインズ郡 - 北
- マーティン郡 - 東
- ミッドランド郡 - 南東
- エクター郡 - 南
- ウィンクラー郡 - 南西
- リー郡 (ニューメキシコ州) - 西

## 人口動態
以下は2000年の国勢調査による人口統計データである。
| 基礎データ - 人口: 13,004人 - 世帯数: 4,601 世帯 - 家族数: 3,519 家族 - 人口密度: 3人/km2（9人/mi2） - 住居数: 5,400軒 - 住居密度: 1軒/km2（4軒/mi2） 人種別人口構成 - 白人: 77.08% - アフリカン・アメリカン: 1.65% - ネイティブ・アメリカン: 0.88% - アジア人: 0.71% - 太平洋諸島系: 0.02% - その他の人種: 16.79% - 混血: 2.87% - ヒスパニック・ラテン系: 40.00% 年齢別人口構成 - 18歳未満: 31.5% - 18-24歳: 8.1% - 25-44歳: 27.3% - 45-64歳: 20.5% - 65歳以上: 12.5% - 年齢の中央値: 34歳 - 性比（女性100人あたり男性の人口） - 総人口: 96.3 - 18歳以上: 91.2 | 世帯と家族（対世帯数） - 18歳未満の子供がいる: 40.7% - 結婚・同居している夫婦: 63.7% - 未婚・離婚・死別女性が世帯主: 9.5% - 非家族世帯: 23.5% - 単身世帯: 21.8% - 65歳以上の老人1人暮らし: 10.0% - 平均構成人数 - 世帯: 2.81人 - 家族: 3.29人 収入と家計 - 収入の中央値 - 世帯: 34,036米ドル - 家族: 37,017米ドル - 性別 - 男性: 33,223米ドル - 女性: 21,846米ドル - 人口1人あたり収入: 15,916米ドル - 貧困線以下 - 対人口: 16.4% - 対家族数: 13.9% - 18歳未満: 20.2% - 65歳以上: 12.7% |

## メディア
マーティン郡では週刊新聞が1紙発行されており、地元のAM、FMラジオ各1局と近くのAM、FMラジオ各1局が聴取でき、またミッドランドやオデッサのラジオやテレビを視聴できる。

## 都市と町
- アンドリューズ - 郡庁所在地

### 未編入の町
- ファスケン、ゴーストタウン
- シャフターレイク、ゴーストタウン

## 教育
アンドリューズ郡全体の公共教育をアンドリューズ独立教育学区が管轄している。